# Görmar
Görmar ist ein Ortsteil der Kreisstadt Mühlhausen/Thüringen im Unstrut-Hainich-Kreis.

## Geografie
Görmar liegt östlich der Kernstadt von Mühlhausen an der Bundesstraße 249 nach Sondershausen. Die Gemarkung des Ortsteils befindet sich im Thüringer Becken unweit der Unstrut in einem landwirtschaftlich geprägten Ackerbaugebiet. Es gibt kaum Wald in dem intensiv genutzten flachwelligen Gelände. Das Klima ist mild und niederschlagsarm bei meist grundwasserbeeinflussten Böden.

## Geschichte

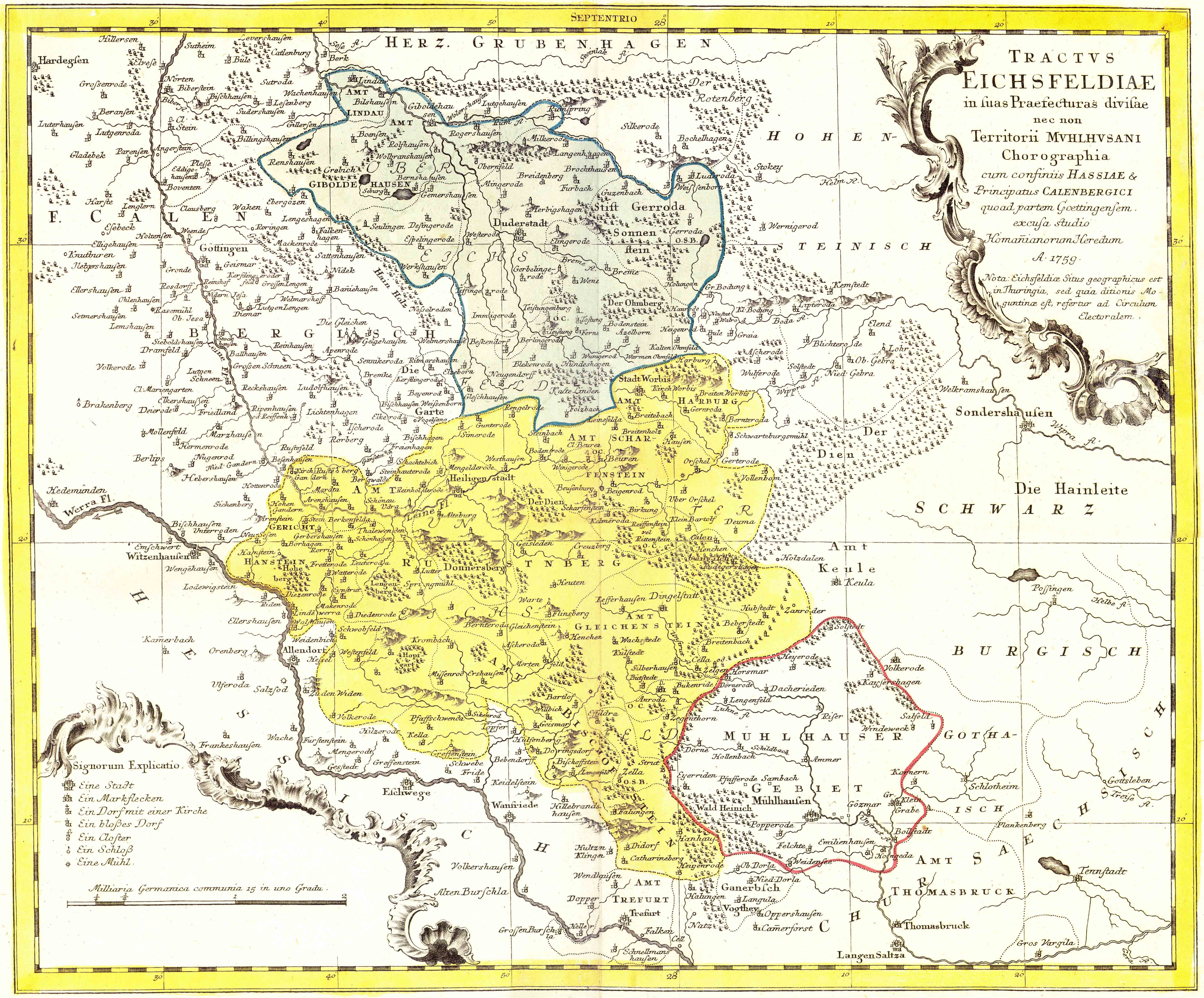
Das Eichsfeld und das Gebiet der Freien und Reichsstadt Mühlhausen mit Görmar um 1759 (Die Karte enthält einige Fehler: siehe Kartenbeschreibung auf Commons)

Die urkundliche Ersterwähnung von Görmar erfolgte am 28. Januar 897. Für die frühmittelalterliche Geschichte der Region war Görmar bedeutend als Zentralort der nach ihm benannten Germar-Mark. In der Forschung umstritten ist, warum dieser größere Komplex von Königsgut im nordwestlichen Thüringen damals nach Görmar und nicht nach dem benachbarten Mühlhausen (für das selbst Königsgut nachgewiesen ist) benannt wurde. Dies legt nahe, dass Görmar ein in älterer Zeit bedeutender Ort gewesen sein könnte, zumal der Ortsname sprachhistorisch deutlich älter ist als der aus der fränkischen Zeit stammende Name Mühlhausen.
siehe auch Burg Görmar.
Über Jahrhunderte zählte Görmar zum Einflussbereich der Reichsstadt Mühlhausen. Im Bauernkrieg gründeten am 29. April 1525 die Stadtarmut Mühlhausens und die aufständischen Bauern bei Görmar den Vereinigten Mühlhäuser und Thüringer Haufen, der von hier ins Frankenhäuser Aufstandsgebiet zog. 1565 zählte man in Goermar (Görmar) 53 Mann Bevölkerung.
1802 fiel Görmar zusammen mit Mühlhausen an das Königreich Preußen, von 1807 bis 1813 an das von Napoleon geschaffene Königreich Westphalen (Kanton Dachrieden) und wurde nach dem Wiener Kongress 1816 dem Landkreis Mühlhausen in der preußischen Provinz Sachsen zugeordnet.
Am 9. April 1994 erfolgte die Eingemeindung nach Mühlhausen/Thüringen. Im März 2021 bewohnten 943 Bürger den Ortsteil der Stadt. Ortsteilbürgermeister ist Jörg Schreiber.

## Kirche

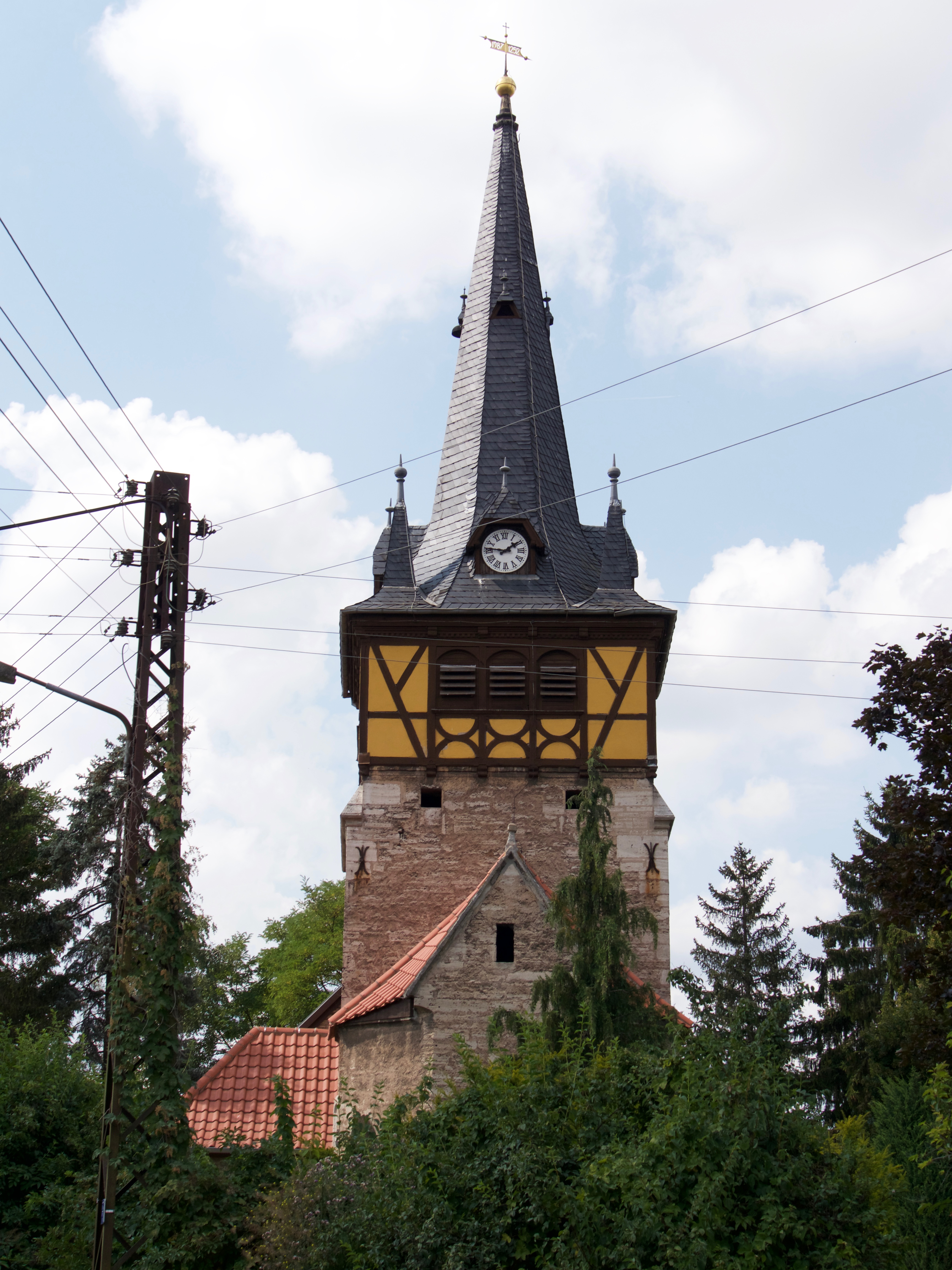
Dorfkirche St. Martin

## Persönlichkeiten
- Johann Lorenz Albrecht (* 8. Jan. 1732 in Görmar; † 29. November 1768 in Mühlhausen), Komponist[7]